# ロベッラ
ロベッラ（伊: Robella）は、イタリア共和国ピエモンテ州アスティ県にある、人口約500人の基礎自治体（コムーネ）。

## 地理

### 位置・広がり

#### 隣接コムーネ
隣接するコムーネは以下の通り。括弧内のTOはトリノ県、ALはアレッサンドリア県所属を示す。
- ブロゾーロ (TO)
- コッコナート
- モンティーリオ・モンフェッラート
- ムリゼンゴ (AL)
- オダレンゴ・グランデ (AL)
- ヴェッルーア・サヴォーイア (TO)

#### 地震分類
イタリアの地震リスク階級 (it) では、4 に分類される
。

## 行政

### 分離集落
ロベッラには、以下の分離集落（フラツィオーネ）がある。
- Casa del Bosco, Castella Vignola, Cortiglione, Montaldo, Vallese, Vernasso